# Książka miniaturowa

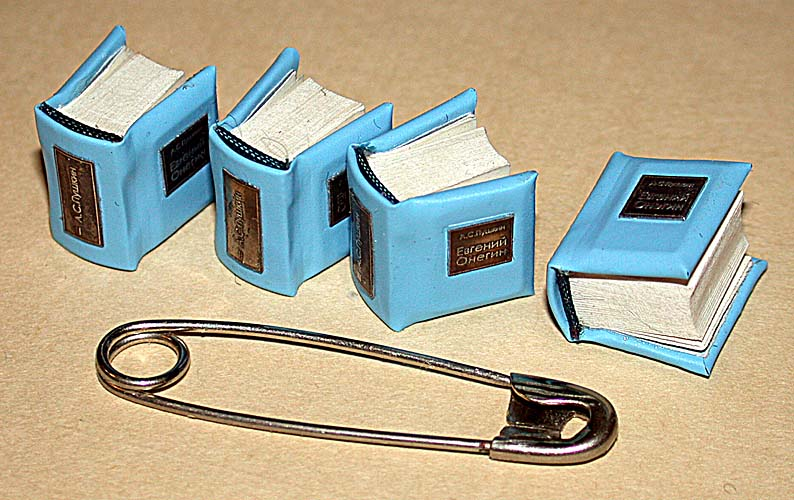
Przykład książki miniaturowej

Książka miniaturowa jest książką, której powierzchnia zwykle waha się od 13 do 5 cm². Długość ani szerokość nie powinny być większe niż 10 cm.
Miniatury książkowe można podzielić na cztery kategorie:
- macro mini: książki 10–8 cm,
- miniatura: 8–5 cm,
- micro mini: 5–2,5 cm,
- ultra micro mini: mniejsze niż 2,5 cm.

## Historia
Jednymi z najwcześniejszych przedmiotów, które mogły być kojarzone z miniaturową książką były gliniane tabliczki z pismem klinowym, które pojawiły się około 4 tysięcy lat p.n.e.
Książki miniaturowe tworzone były także w średniowieczu. Książki liturgiczne używane podczas liturgii były dużych rozmiarów, aby możliwe było ich czytanie przez kilka osób jednocześnie. Jednak książki do użytku osobistego (np. modlitewniki) mogły mieć już znacznie mniejsze rozmiary.

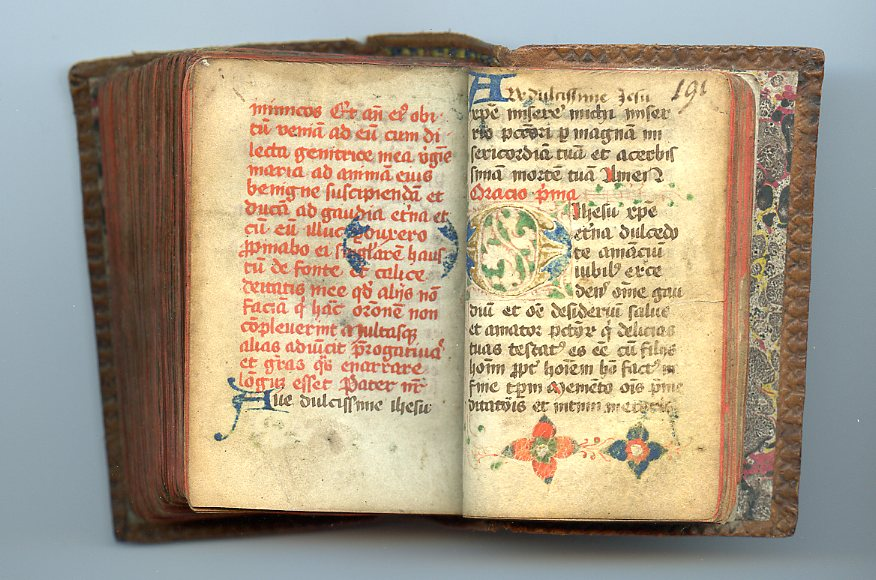
Modlitewnik, lata 1400–1450

Najwcześniej wydrukowaną książką miniaturową jest XV-wieczne dzieło Diurnale Mogantinum (wymiary 94 × 65 mm), wydrukowane w 1468 roku przez Petera Schoffera, asystenta Jana Guttenberga. Inną tak wcześnie wydrukowaną miniaturą książkową była książeczka do nabożeństwa (wymiary 70 × 50 mm) wydrukowana przez Caspera Hochfedera w Norymberdze nie później niż w 1495 r. W tych czasach pojawiły się także książki dla dzieci np. The Gignatick Histories Thomasa Boremana (wymiary 61 × 50 mm) opublikowana w latach 1740–1742.
Dużą popularnością cieszyły się także miniaturowe wersje Biblii oraz tzw. thumb Bibles. Miniaturowe Biblie zawierały całą lub wybraną część Biblii o tradycyjnych rozmiarach. Natomiast thumb Bibles stanowiły streszczenie przeznaczone dla dzieci i miały być swego rodzaju wprowadzeniem do nauki religii. Jedną z pierwszych wydrukowanych miniaturowych Biblii była Novum Testamentum Graecum z 1628/1629 roku, zaś pośród thumb Bibles – The Bible in Miniature, or a Concise History of the Old and New Testaments z 1780 r. opublikowana przez Elizabeth Newbery.
Głównym elementem zarówno miniaturowych Biblii, jak i thumb Bibles były ilustracje wykonywane różnorodnymi technikami. Przykładem dzieła, gdzie ilustracje pełniły główną rolę była niemiecka miniaturowa Biblia z końca XVII wieku Dess Alten [-Neuen] Testaments Mittler z ilustracjami sióstr Christiany i Magdaleny Küslin, niemieckich artystek tworzących w Szwajcarii (wymiary 51 × 39 mm).

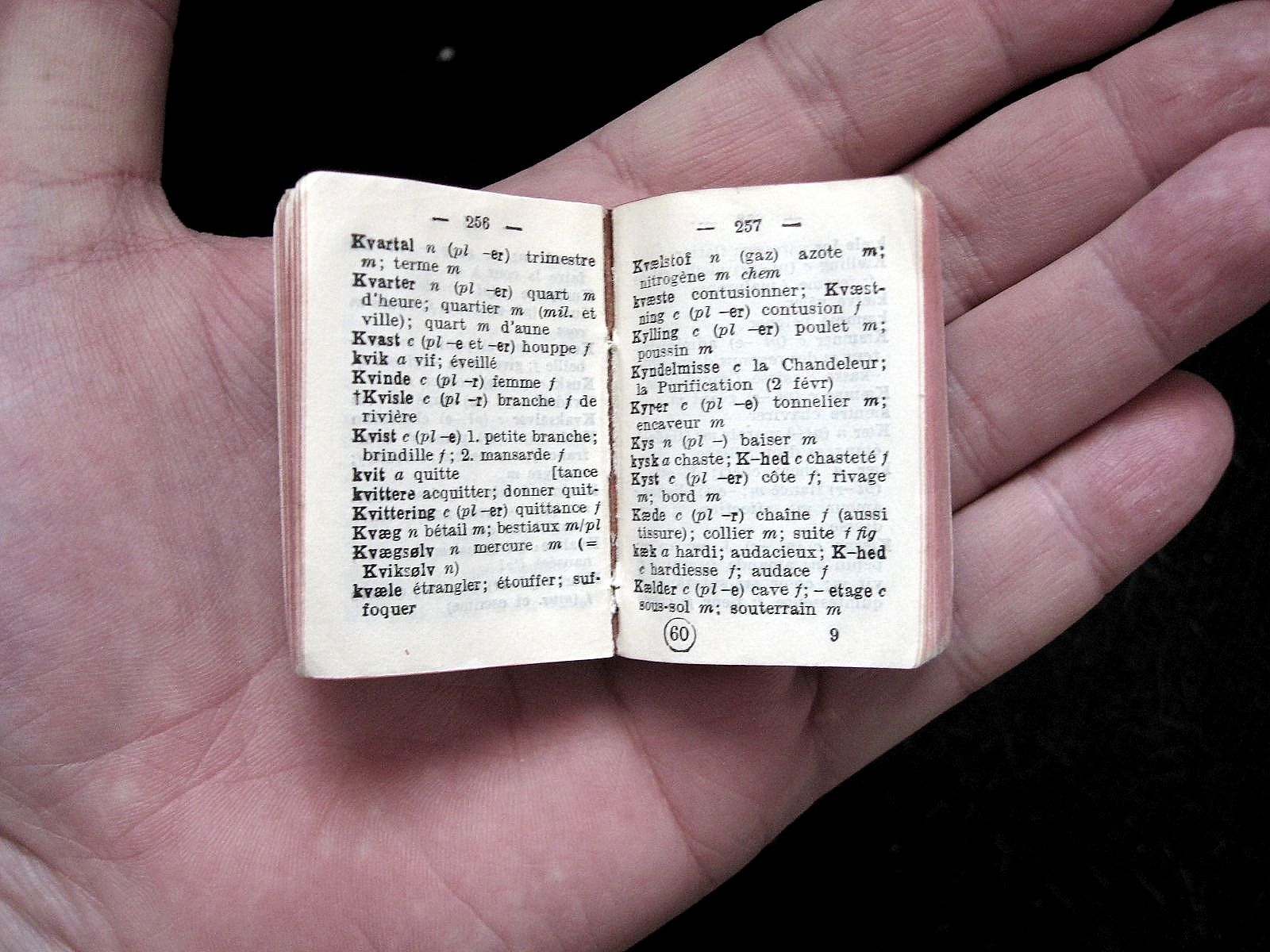
Miniaturowy słowniczek duńsko-norwesko-francuski

Na początku XIX wieku zainteresowanie książkami-miniaturami znacznie wzrosło – Louis W. Bondy określił ten okres jako „wiek miniaturowych książek”. Przyczynił się do tego sukces The Gigantick Histories, odkryto, jak bardzo miniaturowe książki są przyjazne dla dzieci. Jednym przykładów miniatury XIX-wiecznej jest francuska książka Calendrier de tous les Saints, która przedstawia świętego na każdy dzień roku. Pojawiały się także miniaturowe śpiewniki, bajki, roczniki, a także słowniki, które powstawały już od XVIII wieku. Najmniejszym słownikiem świata okazał się Bryce’s English Dictionary mierzący 27 × 19 mm.
Na początku XX wieku wciąż pojawiały się miniatury książkowe, głównie „mniejsze wersje” tradycyjnych książek z literaturą piękną oraz książki dla dzieci. W kilku krajach Europy Wschodniej złoty okres miniatury książkowej przypadł na czas komunizmu – Węgry stały się największym producentem miniaturowych książek na świecie. Ważną osobą w historii węgierskich miniatur książkowych był Gyula Janka, autor i kolekcjoner, twórca bibliografii miniaturowych książek (Miniatur Könyvek Bibliográfiája) z lat 1945–1970. Natomiast tworzone na początku XX wieku książki w Stanach Zjednoczonych stanowiły pewną kontynuację publikacji XIX-wiecznych, co trwało mniej więcej do I wojny światowej. Sytuacja uległa zmianie wraz z unowocześnieniem sposobów druku oraz pojawieniem się reklamy.

## Miniature Book Society
Jest to organizacja non-profit działająca od 1983 r. przy Lilly Library Uniwersytetu w Indianie zrzeszająca osoby zainteresowane miniaturową książką: artystów, drukarzy, kolekcjonerów. Działa na terenie Stanów Zjednoczonych, od pewnego czasu o członkostwo mogą ubiegać się osoby z całego świata. MBS stawia sobie za cel zbieranie informacji oraz promowanie wiedzy o miniaturowej książce we wszystkich formach i ze wszystkich okresów historycznych – trzy razy do roku publikowane są newslettery i artykuły prezentujące wiadomości ze świata miniaturowych książek, promujące też działalność członków stowarzyszenia.
Co roku organizowany jest też zlot członków stowarzyszenia, w czasie którego można podziwiać szczególnie interesujące eksponaty, wysłuchać wystąpień związanych z tematem oraz poszerzyć swoje kolekcje. Zloty odbywają się głównie na terenie Stanów Zjednoczonych (ale także kilkukrotnie w Kanadzie i raz w Irlandii), ostatni miał miejsce 15–17 sierpnia 2014 r. w Bostonie. W czasie spotkania organizowany jest także konkurs na najciekawszą książkę z poprzedniego roku. Warunkami wzięcia udziału w konkursie są odpowiednie wymiary książki (żaden wymiar nie może przekraczać 76 mm), ukazanie się w przynajmniej trzech egzemplarzy w ciągu ostatnich dwóch lat i wpłata wpisowego. Zwycięska książka zostaje dołączona do archiwum MBS, wszystkie zgłoszenia są wystawiane w czasie zlotu MBS i pokazane w katalogu konkursu.

## Rekordy
Nieustannie trwa rywalizacja między twórcami o stworzenie jak najmniejszej książki. Ponieważ obecnie książka miniaturowa zatraciła swój praktyczny wymiar, dalszą miniaturyzację ograniczają jedynie możliwości techniczne.
- Malcolm Doughlas Chaplin, Teeny Ted from Turnip Town (wydawca Robert Chaplin) o wymiarach 0,1 × 0,07 mm, wyryta w krystalicznym krzemie wiązką jonową, do przeczytania konieczny jest mikroskop elektronowy. Według Księgi Rekordów Guinnessa jest to obecnie najmniejsza książka świata[7].
- Shiki no kusabana (wydawca Toppan Press, 2011 r.) o wysokości 0,75 mm, 22-stronicowa, sprzedawana razem z pełnowymiarową wersją i szkłem powiększającym[8].
- Anton Czechow Kameleon (wydawca Anatoly Konenko, 1996 r.) o wymiarach 0,9 × 0,9 mm, 30-stronicowa, wydrukowana w 100 egzemplarzach (50 po angielsku, 50 po rosyjsku) z ilustracjami w trzech kolorach[9].

## Miniaturowa książka w Polsce
Najbardziej rozpoznawalną w Polsce osobą związaną z tą formą książki jest Zygmunt Szkocny, który stworzył łącznie 165 miniaturowych książek. Jego prace można oglądać w Muzeum Najmniejszych Książek Świata w Katowicach.
Jego Alfabet łaciński o wymiarach 1 × 0,8 mm w 1976 r. został wpisany do Księgi Rekordów Guinnessa jako najmniejsza książka świata. Dziełko liczy 28 stron.